# Bracon laetus
Bracon laetus är en stekelart som först beskrevs av Wesmael 1838.  Bracon laetus ingår i släktet Bracon och familjen bracksteklar.

## Underarter
Arten delas in i följande underarter:
- B. l. asiaticus
- B. l. kansensis